# James Clark (kötélhúzó)
James Michael "Jim" Clark (Mayo, Bohola, Írország, 1874. október 6. – 1929. december 29.) olimpiai ezüstérmes brit kötélhúzó.
Az 1908. évi nyári olimpiai játékokon indult kötélhúzásban brit színekben. A liverpooli városi rendőrség csapatában szerepelt. Rajtuk kívül még kettő brit rendőrségi csapat és két ország indult (amerikaiak és svédek). A verseny egyenes kiesésben zajlott. A döntőben a londoni rendőrségtől kaptak ki.